# マッシニャーノ
マッシニャーノ（伊: Massignano）は、イタリア共和国マルケ州アスコリ・ピチェーノ県にある、人口約1,600人の基礎自治体（コムーネ）。

## 地理

### 位置・広がり
アスコリ・ピチェーノ県北東部に位置し、アドリア海に面するコムーネである。マッシニャーノの集落は、海から4kmほど内陸にあり、サン・ベネデット・デル・トロントから北北西へ12km、フェルモから南南東へ14km、県都アスコリ・ピチェーノから北東へ28kmの距離にある。

#### 隣接コムーネ
隣接するコムーネは以下の通り。括弧内のFMはフェルモ県所属を示す。
- カンポフィローネ (FM) - 北
- モンテフィオーレ・デッラーゾ - 西
- リパトランソーネ - 南西
- クプラ・マリッティマ - 南

### 気候分類・地震分類
マッシニャーノにおけるイタリアの気候分類 (it) および度日は、zona D, 1880 GGである。
また、イタリアの地震リスク階級 (it) では、zona 2 (sismicità media) に分類される。

## 行政

### 分離集落
マッシニャーノには、以下の分離集落（フラツィオーネ）がある。
- Villa Santi, Marina di Massignano